# 36 pasos
36 pasos és una pel·lícula argentina independent i de baix pressupost. Es tracta d'una pel·lícula de thriller del gènere gore encara que no conté escenes massa violentes.
Es va estrenar en diverses dates en diferents sales, amb motiu dels festivals Buenos Aires Rojo Sangre i el 3r Festival internacional de Cinema Independent de Mar del Plata. L'estrena oficial va tenir lloc el 21 d'octubre del 2007 al Cine Roxy.

## Sinopsi
Un grup de noies preparen una festa d'aniversari en la que res pot sortir malament. Es percep una certa tensió, però ai d'aquella que incompleixi la regla número u!: passi el que passi no es pot parlar del que està passant. 36 passos són aquells que les separa de la llibertat.

## Repartiment
| Actor                | Personatge      |
| -------------------- | --------------- |
| Alejandro Noto       | Grandote        |
| Noelia Balbo         | Pilar           |
| Inés Sbarra          | Lucía           |
| Priscila Rauto       | Priscila        |
| Melisa Fernández     | Marilú          |
| Ariana Marchioni     | Emilia          |
| Priscila Caldera     | Flor            |
| Andrea Duarte        | Violeta         |
| Victoria Witemburg   | La buchona      |
| Ana María Haramboure | Madre de Tamara |
| Omar Musa            | Tío Tamara      |
| Fernando Roja        | Jaime           |
| Sabino Molina        | Pedro           |

## Crítica
El director ha definit la seva pel·lícula (a la revista Cinemanía) com un creuament entre The Virgin Suicides, Battle Royale i El ángel exterminador.

## Premis
| Any  | Festival                                        | Premi                       |
| ---- | ----------------------------------------------- | --------------------------- |
| 2006 | VII Festival Buenos Aires Rojo Sangre           | Millors efectes especials   |
| 2006 | VII Festival Buenos Aires Rojo Sangre           | Millor guió                 |
| 2006 | Festival de Cinema Independent de Mar del Plata | Millor pel·lícula de horror |